# Покров
Покро́в (до 2016 року — Орджонікі́дзе) — місто в Нікопольському районі на півдні України. Центр Покровської міської громади. Територія міста становить 26 км², населення — 39 тис. осіб (2025).

## Назва
Назва з 1956 по 2016 рік — Орджонiкiдзе, з 2016 — Покров.

## Географія
Місто Покров - центр Покровської міської громади,  розташоване на півдні України, у степовій зоні, у басейні річок Базавлук, Солона та Каховського водосховища. Відстань до облцентру становить майже 150 км і проходить автошляхом Н08, згодом переходить у Р73 та Н23.
Клімат — помірно континентальний. Середня температура січня становить від −5 °C в південно-західній частині до −6,5 °C на північному сході; липня — відповідно +23,5 °C та +22 °C. Опадів за рік випадає від 450 мм на півдні до 400 мм — на півночі. Термін вегетаційного періоду — 210 днів.

## Історія

### Від давніх часів до Російської імперії

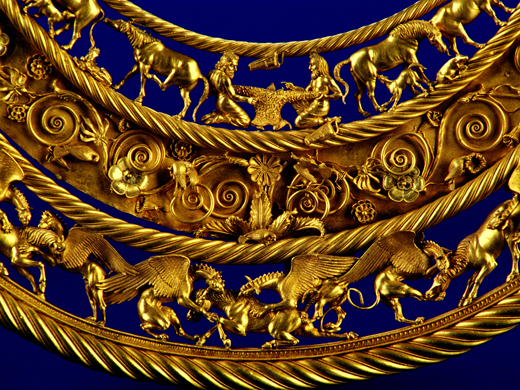
Золота скіфська пектораль. IV століття до н. е. Товста Могила

Територія навколо міста була відома з найдавніших часів. За часів будівництва єгипетських пірамід, 5 тисяч років тому, тут формувалося прикордоння між жителями правобережної землеробської кукутень-трипільскої культури і лівобережної скотарської ямної культури.
Умовним кордоном виступала заплавна місцина долини Дніпра, що давні греки пізніше назвали Гілея, а скіфи — Гера.
За скіфськими легендами, саме тут жила змієнога богиня, річкове божество, Ангуіпед (ототожнюють з Артімпасою), праматір усіх скіфських народів.
Найдавнішими літописними народами тут були кімерійці від початку 1 тис. до н.е., яких через кілька століть змінили скіфи. Чи прибули скіфи зі сходу, чи були просто нащадками кіммерійців історикам достеменно не відомо. І так, знаменитий Конан-варвар був кіммерієць. І, можливо, родом саме з цих місць.
У районі Гер (Кінських та Базавлуцьких плавнів) скіфські вожді заповідали ховати себе під високими курганами.
З середини 19 століття розкопано кілька десятків царських курганів по обидва береги Дніпра, від Олександрополя до Мелітополя.￼
Всесвітньовідоме відкриття здійснив археолог Борис Мозолевський у 1971 році, розкривши курган «Товста могила» в районі сучасного електродепо. Там було знайдено знамениту золоту скіфську пектораль — шедевр давньогрецького та скіфського мистецтва, незрівнянний ювелірний виріб, що не має аналогів у своєму ряді і який нині зберігається в музеї історичних коштовностей України на території Києво-Печерської лаври.
Біля Покрова відкриті кургани і доскіфських часів: курган «Довга могила», у похованні № 12 — пізньотрипільське, парне поховання, де виявлено дві статуетки серезліївського типу.
У кургані 3 поблизу міста, поховання 11, пізньої трипільської культури виявлено фрагмент верхньої частини статуетки серезліївського типу. Курган 3, поховання 25, парне пізньотрипільське поховання, де виявлено 5 статуеток серезліївського типу. Курган 3, поховання 32, пізньотрипільське поховання, виявлено округлотілу посудину.
У районі Гілеї блукали по степу у 6 ст. до н.е. війська перського царя Дарія, намагаючись підкорити волелюбних скіфів.
Приблизно у 3 ст. до н.е. скіфів на п'ятсот років змінюють сармати, або ж савромати, або ж роксолани чи алани. І хоча ранні історики пов'язували їх з азійцями, сучасна палеогенетика вказує на європеоїдів-скотарів. Навіть польські шляхтичі з гонором приписували собі походження від античних сарматів.
На початку нашої ери Гілеї досягли славнозвісні готи, що йшли з берегів Балтики. Десь тут на берегах Дніпра знаходився їхній легендарний Архаймар — місто на річці, і казковий ліс Мірквід.￼
Звідси Германаріх здійснював свої походи на слов'ян-антів, і тут вони прийняли бій із союзом гунів, що йшли зі сходу. Найдавніші готські епоси саме про це.
Не витримавши натиску, готи рушили на захід через Балкани, підкорюючи по дорозі інші народи. І врешті підкорили Давній Рим, а західні вестготи дійшли до Іберійського півострова. Невелика частина готів, як і скіфи за 5 століть до них, відійшла в Крим, де заснувала гірське князівство Феодоро.￼
Слідом за гунами у 6 столітті н.е. цими степами пройшли обри (авари) та осіли у Паннонії (сучасна Угорщина), де і були пізніше асимільовані.
Століттям пізніше прокочували з Волги одні із предків нинішніх болгар — кутригури.
За ними з Уралу у цьому місці у 8-9 столітті жили угри, які осіли пізніше в Придунайській низині та разом із слов'янами створили Угорське королівство. 
Наступними на сто років були тюрки-печеніги. Нині звуться гагаузи.
За ними на 2 століття тут зупинилися русяві європеодні половці скотарі.
У 13 столітті на своєму шляху "до останнього моря" (адріатика, Венеція) тут пройшла татарська орда під головуванням Чингізидів, залишивши своїх нащадків кримських татар, буджацьких татар, ногайців.
Саме по Кінських та Базавлуцьких плавнях проходив "кордон" між Київським воєводством Великого князівства Литовського і Диким Полем.
Тут на Микитиному Розі у сучасному Нікополі та у Перевізних хуторах у Покрові були переправи для торгових обозів.
У 1569 році, при створенні Речі Посполитої —спільної держави Польського королівства та Великого князівства Литовського, для протистояння навалі Московського царства Івана Грозного, Київське воєводство стало досить автономною частиною Королівства Польського. 
Для захисту від набігів із Дикого Поля, королем, і місцевими магнатами, зокрема Дмитром Вишневецьким було прийнято рішення про заснування прикордонних воєнних залог — Січей. Першою реальною з яких стала Томаківська Січ, поблизу нинішнього Марганця. Виділявся кошторис і створювалися реєстри козаків на зарплатні, щось на зразок нинішніх контрактних військ. При цьому поряд почали формуватися і нерегулярні козацькі коші. Керував ними виборний кошовий отаман.
Приблизно у 1590 році було засновано Базавлуцьку Січ поряд із сучасним селом Грушівка. Саме звідси ходив у походи Сагайдачний і Дорошенко, звідси повів військо на взяття Кодацької фортеці Іван Сулима у 1638 році.
За це коронним військом козацьку Базавлуцьку Січ було зруйновано, і розміщено польську залогу.
Сама ж Січ перебралася подалі в район Микитина Рога. Саме звідти Богдан Хмельницький підняв козацтво на визвольну боротьбу у 1648 році.
Після поразки козаків у 1653 році нову Січ заснували у гирлі річечки Чортомлик, біля нинішнього села Капулівка. Ця Січ найбільше пов'язана з іменем отамана Івана Сірка. Тут писали знаменитий лист турецькому султанові. Цю Січ намагалися захопити взимку яничари і припустилися фатальних помилок і були знищені до ноги. Отамани цієї Січі "дружили" з московськими царями Олексієм Михайловичем, Іваном та Петром Олексієвичами, та царівною Софією Олексіївною. Проте саме козаки цієї Січі надали допомогу гетьману Мазепі у спробі відновити суверенітет першої української держави. За це, після поразки гетьмана Мазепи, Чортомлицька Січ, як і Батурин, були знищені царськими військами.
Нова Січ була відновлена близько 1740 року, як форпост у майбутніх російсько-османських війнах, поблизу сучасного села Покровське.
Села Грушівка, Шолохове та інші були козацькими зимівниками.
Після перемоги у турецькій війні та повстанні Пугачова для придушення волелюбства, гордості, слави козаків ця Січ була зруйнована. 
Почалася колонізація нових земель. Земельні наділи виділялись офіцерам та дворянам, які засновували нові села і заселяли селянами, хтось кріпаками із Центральної Росії, хтось запрошував вільних з півночі України.
Сюди Чічіков планував переселяти своїх мертвих душ із знаменитого роману М. В. Гоголя. Також створювалися громади іммігрантів: німців, сербів. Найближчі німецькі слободи були Блюменхоф, Ніколайталь та Гейбоден у долині річки Солона, за 15 км від нинішнього Покрова. ￼

### Передісторiя мiста

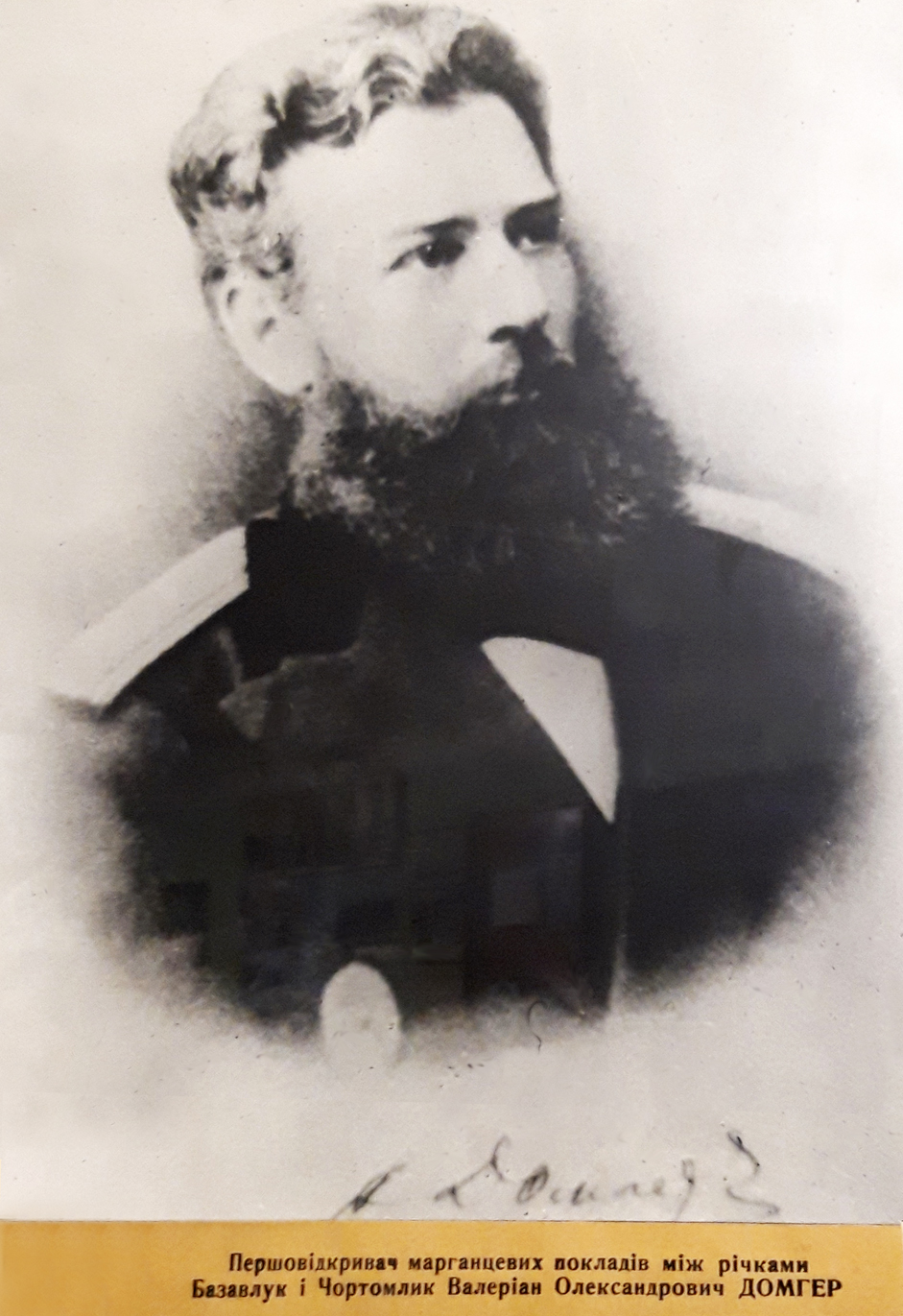
Валерiан Домгер

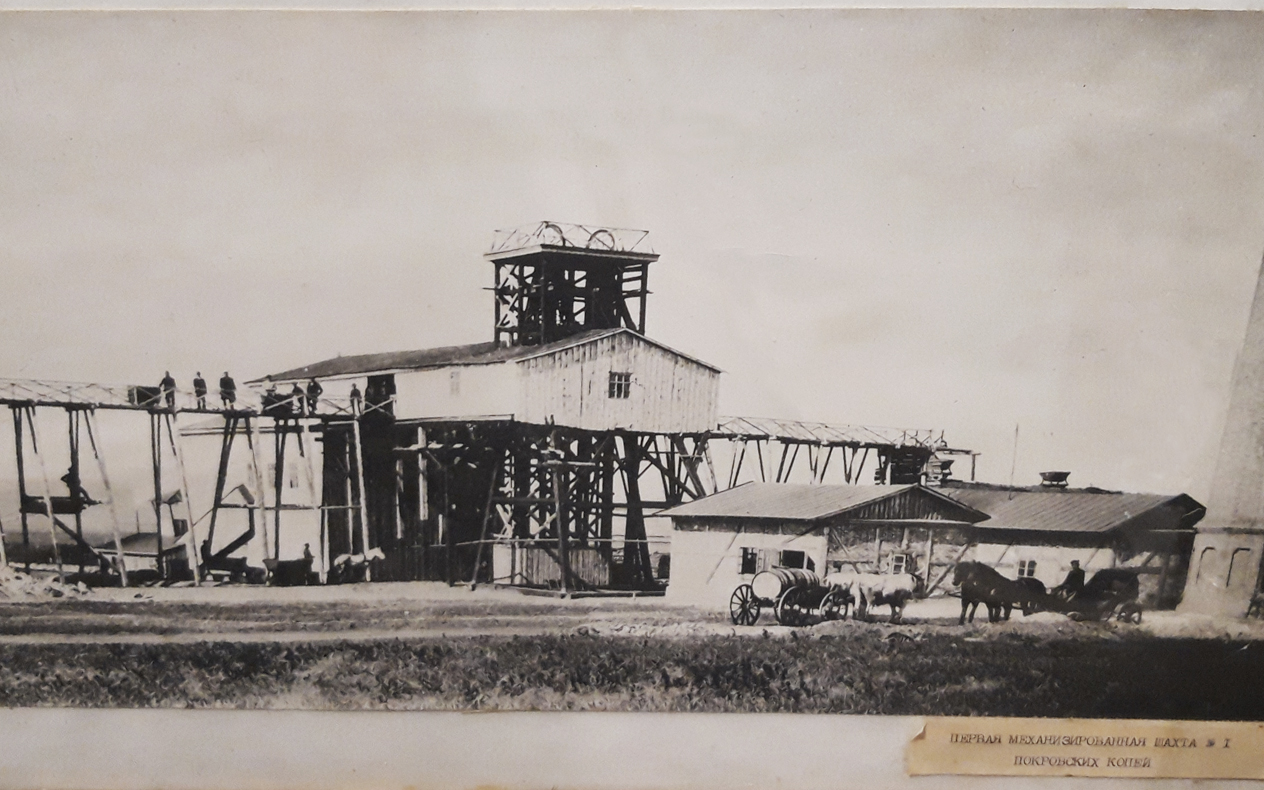
Перша механiзована шахта

Місто Покров — це знаменита доісторична та історична земля. Конан Варвар кіммерієць, змієнога богиня — праматір всіх скіфських народів, сакральний центр скіфських земель, серце доблесної Сарматії, легендарна земля готів, звідки вони рушили на захід, тисячолітня домівка степових народів — гунів, обрів, булгар, угрів, печенігів, половців, татар. 
Земля Запорозьких Січей і перехрестя Європи та Азії протягом століть.
Воно увійшло в світову історію як центр із видобутку марганцевої руди, і місто головної скіфської коштовності України — золотої пекторалі.
У кінці 18 століття навколишні землі отримав князь В'яземський, автор маніфеста про ліквідацію Січі. У 1802 році наділи з селами було продано барону Штігліцу, а у 1861 перепродано великому князю Михайлу Романову.
Подальша історія цих земель нерозривно пов'язана з видобутком марганцевої руди. Якось молодий пастух колупнув пужалом батога камінь — і той тріснув і заблищав.
Улітку 1883 року експедиція геологічного комітету на чолі з В. О. Домгером дослідила землі. Після додаткових досліджень, проведених геологами А. Михальським та М. Коцовським, уже в 1886 році були засновані Покровські копальні, бо камінь той виявився марганцевою рудою. В 1893 році на землях Великого князя Михайла Романова височів хопр шахти «Віра» — вона була першою, друга — «Надія», третя — «Любов», четверта— «Софія». Шахти хрестили за церковними святами.
Грудень 1885 року вважається часом заснування гірницького селища Причепилівка (нині селище Гірницьке).
Потім за період з 1886 по 1908 роки у балці річки Солона на схід від Покровських копалень виникали нові рудники, зокрема в 1892 році — рудник Брянського товариства, в 1893 році — рудник Львова. У квітні 1896 року Покровські копальні орендувало акціонерне «Нікополь-Маріупольське гірничо-металургійне товариство», засноване американськими та німецькими підприємцями.
Умови праці в них були поганi, технічний рівень теж дуже низький. Роботи на шахтах проводились кустарним способом. Лопата і обушок були головним знаряддям праці шахтаря. Охорони праці також не було. Рудокопи понад дванадцять годин на добу перебували в шахті, насиченій вологою. Заробіток при цьому був дуже маленький. Гірничі селища тулилися біля рудників. Мешкали рудокопи в темних і низьких бараках та сирих землянках по кілька родин разом.
У цьому краї також було дуже мало прiсної води. Вiд цього походить й назва річки Солона. Вода в ній непридатна ні для вживання, ні для праці. А тому її возили здалеку волами та розподіляли цеберками на кожну сім'ю. А рудокопам доводилось користуватись шахтною солоною водою. Багатії з навколишніх сіл, глузуючи з безвихідного становища шахтарів, склали прислів'я: «Не мий чоботи в цій калюжі, бо з неї шахтар воду пив». Жорстока експлуатація, тяжкі умови життя викликали обурення трудящих.

### Буремні революційні роки

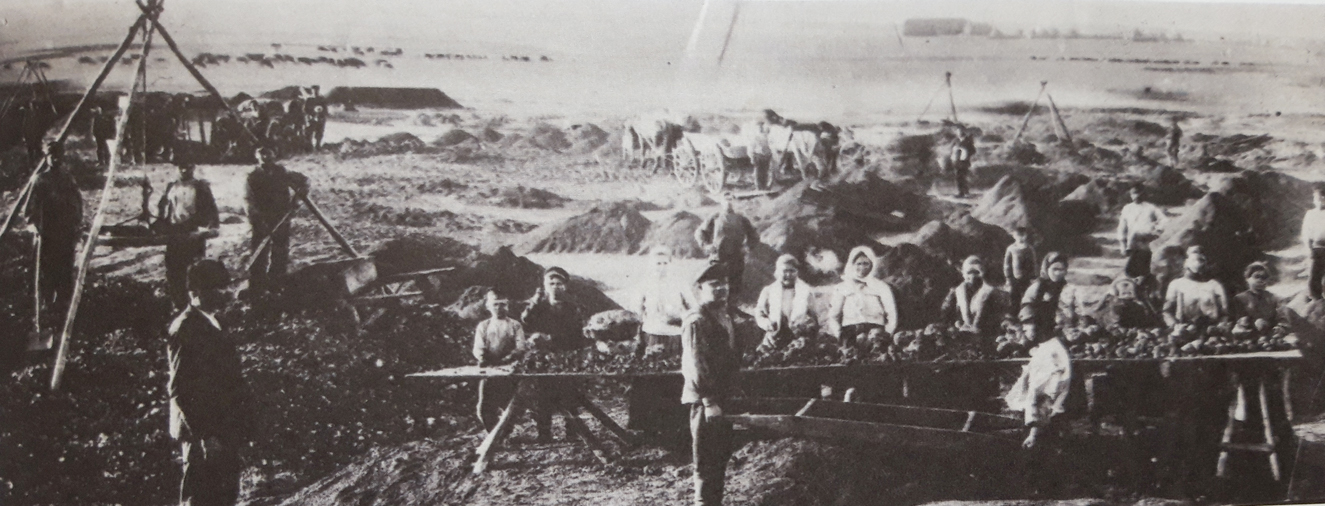
Покровськi Копальнi, 1899 рiк

З великою силою розгорнулась боротьба покровських робітників під час першої російської революції 1905—1907 років. Зокрема 11 грудня 1905 року селяни, що працювали в Покровській економії, за участі шахтарів розгромили економію князя Романова. А 13–14 грудня 1905 року шахтарі взяли участь у повстанні, що відбувалося в Олександрівську (нині Запоріжжя).
У першій половині грудня 1917 року в Нікополі та в багатьох інших містах сформувалися червоноармійські загони, ядром яких стали шахтарі Покровських копалень. Вони боролись проти бiлогвардiйцiв.
На початку квітня 1918 року Покровські копальні захопили австро-німецькими військами. Після вигнання австро-німецьких завойовників і розгрому гайдамацьких загонів на Покровських копальнях було відновлено Радянську владу, але вже в серпні 1919 року прийшов генерал Денікін Антон Іванович. 
У вересні 1920 року відбувся відчайдушний ривок врангелівських військ через Нікополь, Олексіївку в напрямку Апостолового. Тут на пагорбах річок Солона та Базавлук відбулась вирішальна битва громадянської війни.
30 вересня 1920 року на околиці Шолохове загинув від артилерійського удару останній бойовий козачий генерал Бабієв. Втративши командира врангелівські війська вже так і не змогли зібратися для опору червоній кінноті. На пагорбі справа від дороги на міст над річкою Солоною за міською межею Покрова стоїть монумент пам'яті цій події.
Після розгрому врангелівців шахтарі Покровських копалень стали до відбудови рудників. Разом із тим почали проводитись роботи зі збагачення руди, видобутої раніше. В 1922 році тут уже розпочався видобуток марганцевої руди. У 1924 році, за рішенням уряду, створюється спеціальне управління Нікопольськими марганцевими рудниками.
Покровські копальні було перейменовано на Олександрівську дільницю Максимівського рудника. Вона дістала цю назву від розташованого поблизу села Олександрівка. У роки індустріалізації країни, у зв'язку з тим, що потреба в марганцевій руді ще більше зросла, роботи розгорнулись і на Олександрівській дільниці. В період першої п'ятирічки серед гірників дільниці широкого розмаху набрало соціалістичне змагання. Почали організовуватись перші ударні бригади. В 1928—1932 роках видобуток сирої руди становив уже близько 134 тисяч тон. З другої половини 1933 року Олександрівську дільницю виділено в самостійне рудоуправління, яке в 1934 році перейменували на рудник імені Серго Орджонікідзе.

### Друга світова війна

Сухе збагачення

У роки Другої світової війни шахтарі самовіддано працювали, щоб дати фронту більше продукції. Гірники шахти № 2 запропонували працювати без вихідних. Коли шахту № 16 на одну добу зупинили на ремонт, гірники швидко перебудували свою роботу, щоб видобуток марганцю не припинявся.
У липні 1941 року на руднику ім. Орджонікідзе було сформовано винищувальний батальйон у складі Робітничо-селянської Червоної армії. Він брав участь в евакуації обладнання шахт до радянського тилу, а коли надійшов наказ про відступ, спалив усі надшахтні будівлі та з боями залишив рудник. А згодом влився до мотострілецького батальйону 12-ї армії.
18 серпня 1941 року рудник захопили нацистські окупанти. Вони вживали всіх заходів, щоб налагодити видобуток марганцю, але гірники саботували їхні рішення. І ні погрози, ні розстріли не могли змусити гірників виконувати волю нацистів. Спеціально створеній ними фірмі «Ерберцгау» так і не вдалося закінчити будівництво збагачувальних фабрик.
4 лютого 1944 року частини радянської армії визволили рудник ім. Орджонікідзе та селище від нiмецьких окупантiв. На честь загиблих воїнів у місті обладнано Алею Слави, встановлено пам'ятну плиту на могилі невідомим солдатам та пам'ятну стелу жінки, що чекає на повернення своїх рідних з війни. Сюди 9 травня щороку збирається все місто на вшанування пам'яті загиблих та урочисте покладання квітів.

### Повоєнні роки
| Ліві лапки | Тут місто встало. Бетон, скло та камінь – Ми в них одягли сміливу мрію. І сильними, робочими руками своє місто піднімали у висоту. - Леонід Казарін | Праві лапки |

Мозолевський i Середа

Одразу ж після вигнання нiмцiв, трудящі приступили до відбудови шахтного господарства, яке було знищене ворогом під час відступу. І вже на кінець першої післявоєнної п'ятирічки рудник ім. Орджонікідзе набагато перевищив довоєнний рівень. Шахти було повністю реконструйовано і обладнано новою технікою.
У 1952 році у Богданівському кар'єрі було застосовано метод відкритого видобутку руди. Пізніше його впровадили і в інших кар'єрах рудника. Відповідно зріс і парк машин та механізмів рудника, в 1963 році він налічував сімдесят чотири екскаватори, в тому числі п'ятнадцять крокуючих.
3 серпня 1956 року посаду керівника рудником ім. Орджонікідзе взяв Григорій Лукич Середа, який за дуже короткий термін вивів його в розряд передових, і саме він допоміг Борису Мозолевському в розкопках золотої пекторалі, про що археолог і поет згодом написав такі рядки:
| Цвіла кембрійська глина синьоперо. Епохам сповідалася руда. Вона прийшла, сподівана, як ера, І, наче вічна пісня, молода. Ми у човні пливли по скіфських Геррахх Промінилась під веслами вода. І життєлюб Григорій Середа Садив сади на глині по кар'єрах. |

У 1964 році на базі рудника ім. Орджонікідзе створили трест «Орджонікідземарганець». 1 червня 1970 року його об'єднали з Чкаловським гірничо-збагачувальним комбінатом у результаті чого утворився Орджонікідзевський гірничо-збагачувальний комбінат — головне підприємство міста Орджонікідзе (зараз АТ «Покровський гірничо-збагачувальний комбінат»).
У 1956 році в результаті об'єднання робітничих селищ Калініна, Гірняцького, Чортомлика та інших і села Олександрівки виникло місто Орджонікідзе. Указом Президії Верховної Ради УРСР від 5 січня 1965 року Орджонікідзе віднесено до категорії міст обласного підпорядкування.
За короткий час навколо виробничих об'єктів виросли квартали багатоповерхових будинків. Місто почало розширюватись. У східній частині, де тодi був лише степ, побудувались житлові будинки, що височіли у зелені дерев. Здалеку місто здавалося садом-оазою серед безмежного степу. Особливо гарною була і залишається вулиця нині Центральна — вона схожа на алею великого каштанового саду.
У 1967 році в місті працювало 47 магазинів, 22 кіоски, 17 їдалень, два кафе-рестороани, дві домові кухні. Було збудовано нові спеціалізовані магазини: «Взуття», «Дитячій світ», «Меблі», «Книги». Відкрито ательє з виготовлення одягу. Налагоджувалося медичне обслуговування. Медичні установи обладнували найновішим устаткуванням. Було відкрито 16 дитячих садків, дитячий комбінат, чотири середніх, шість восьмирічних, три початкових, дві вечірні середні школи. Багато жителів міста навчалось у філіалі гірничого технікуму, технічному училищі, школі-інтернаті, музичній школі. Велику культурну роботу серед трудящих проводили Палац культури, вісім клубів, широкоекранний кінотеатр, 10 бібліотек.
Великий інтерес у жителів міста викликав, відкритий у 1967 році історико-краєзнавчий музей ім. М. А. Занудька, який працює і зараз. Його експозиції відображають історію виникнення і розвитку гірницького міста. З 1955 року видається міська газета «За марганець», з 1992-го газета «Козацька вежа». В 1968 році місто одержало природний газ.
У часи перебудови і багато років після неї місто переживало непростi часи…

### Новий час

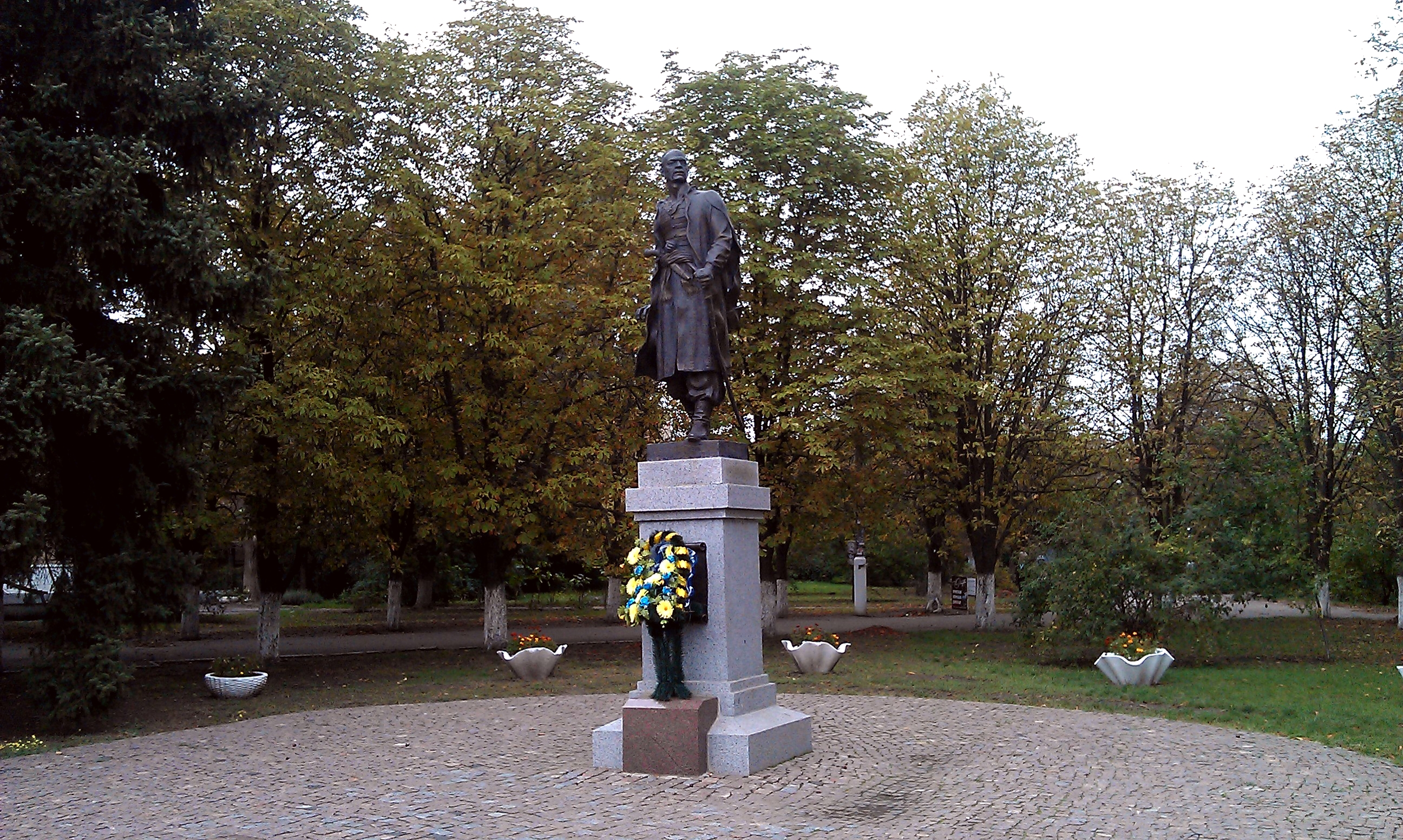
Пам'ятник кошовому отаману Іванові Сірку

Неподалік від міста, на території Каховського водосховища, по старому руслу Дніпра у Х-ХІ ст. проходив знаменитий торговий шлях «Із варяг у греки». Надалі місто розміщувалося на території земель козацького Війська Запорозького. Саме тут понад триста років тому розташовувались Базавлуцька та Чортомлицька Січі. З останньою було тісно пов'язане життя та бойова діяльність козака Івана Сірка, могила якого розташована в селі Капулівці.
У 1883 інженер-геолог Валеріан Домгер у басейні річки Солоної відкрив багаті родовища марганцевої руди, яку добували в Покровських копальнях з 1886 року. У 1956 році шахтарські селища, найстаріше Гірницьке (колишня Причепилівка), Олександрівка, Червоний Гірник, Рудник, Чортомлик, Підгірна та Перевізькі Хутори об'єднані в місто Орджонікідзе (назване на честь радянського партійного діяча Г. К. Орджонікідзе).
17 березня 2016 Верховна Рада України ухвалила постанову про перейменування міста, що отримало назву Покров. Постанова набула чинності 2 квітня 2016.

#### Дерусифікація
27 травня 2022 року на черговій сесії Покровської міської ради прийнято рішення про перейменування вулиць і провулків:
- Вулицю Зонова — Вулиця Бориса Мозолевського.
- Вулицю Чехова — Вулиця Європейську.
- Вулицю Л.Чайкіної — Вулиця Бориса Джонсона.
- Вулицю Горького — Вулиця Валерія Залужного.
- Вулицю Уральську — Вулиця Карпатську.
- Вулицю Гагаріна — Вулиця Героїв Рятувальників.
- Вулиця Бункерна — Вулиця Коротка;
- Вулиця Виборзька — Вулиця Вільна;
- Вулиця Волгоградська — Вулиця Ярова;
- Вулиця Гастелло — Вулиця Степова;
- Вулиця Глінки — Вулиця Чорнобаївська;
- Вулиця Грибоєдова — Вулиця Лугова;
- Вулиця Громової Уляни — Вулиця Верхня;
- Вулиця Гудзя — Вулиця Гайдамацька;
- Вулиця Добролюбова — Вулиця Озерна;
- Вулиця Іллюшина — Вулиця Лісова;
- Вулиця Короленка — Вулиця Симоненка Василя;
- Вулиця Крилова — Вулиця Райдужна;
- Вулиця Курчатова — Вулиця Михайла Вербицького;
- Вулиця Кутузова — Вулиця Волошкова;
- Вулиця Лермонтова — Вулиця Поетична;
- Вулиця Ломоносова — Вулиця Наукова;
- Вулиця Матросова — Вулиця Травнева;
- Вулиця Мічуріна — Вулиця Ботанічна;
- Вулиця Павлова — Вулиця Світанкова;
- Вулиця Панфілова — Вулиця Щаслива;
- Вулиця Печерського — Вулиця Лівобережна;
- Вулиця Пушкіна — на Дмитра Яворницького;
- Вулиця Симонова — Вулиця Виноградна;
- Вулиця Суворова — Вулиця Мисливська;
- Вулиця Твардовського — Вулиця Нагорна;
- Вулиця Титова — Вулиця Космічна;
- Вулиця Тімірязєва — Вулиця Яблунева;
- Вулиця Тургенєва — Вулиця Мальовнича;
- Вулиця Чайковського — Вулиця Водограйна;
- Вулиця Чернишевського — Вулиця Стуса Василя;
- Вулиця Чкалова — Вулиця Петриківська;
- Вулиця Чуйкова — Вулиця Слобожанська;
- Вулиця Шмідта — Вулиця Січова;
- Провулок Алтайський — Провулок Харківський;
- Провулок Ковпака — Провулок Далекий;
- Провулок Пушкіна — Провулок Квітневий;
- Провулок Сірка — Провулок Івана Сірка;
- Провулок Титова — Провулок Багряний;
- Провулок Ушакова — Провулок Крутий.

## Економіка
Спочатку видобуток марганцевих руд здійснювали підземним шахтним способом. Але в 1952 році почали добувати марганцеві руди відкритим способом. У 1956 році вперше не тільки у вітчизняній, але і світовій практиці впровадили метод рекультивації (відновлення) колишніх кар'єрних земель. Саме в цей час об'єднано гірничодобувні підприємства до одного цілого — Покровський гірничо-збагачувальний комбінат (після перейменування — ПАТ «Покровський ГЗК»), який став містоутворювальним підприємством.
Місто розросталося, в 1965 році його віднесли до міст обласного підпорядкування. З 2000 року на заводі «Кварцит» компанія «Ольвія-Бета» розпочала виробництво товарів побутової хімії та засобів гігієни: це відомі не лише в Україні, а й за її межами, пральні порошки (Gala, Dana, Лотос Dax), шампуні й мило «Shandy», рідина для миття посуду, скла й інше.

### Промисловість
Покровський гірничо-збагачувальний комбінат;
Покровська СЕС - одна з найбільших сонячних станцій в Україні та Європі (ДТЄК);
Завод «Procter & Gamble»;
Покровський рудоремонтний завод;
Покровський ремонтно-механічний завод;

## Населення
Зміна чисельності населення Покрова за роками
| 45 806                                 | ▲43 141 | ▼42 841 | ▼42 561 | ▼39 711 | ▼38 926 | ▼38 032 | ▲44 954 |
| В період з 1989 по 2022 рік (тис. ос.) |         |         |         |         |         |         |         |

### Національний склад
Розподіл населення за національністю за даними перепису 2001 року:
| Національність  | Відсоток |
| --------------- | -------- |
| українці        | 75,27 %  |
| росіяни         | 22,05 %  |
| інші/не вказали | 2,68 %   |

### Мова
Розподіл населення за рідною мовою за даними перепису 2001 року:
| Мова            | Відсоток |
| --------------- | -------- |
| українська      | 66,94 %  |
| російська       | 32,47 %  |
| інші/не вказали | 0,59 %   |

## Соціальна сфера
У місті діють 9 шкіл, 15 дитячих садків, 2 музичні школи, будинок творчості дітей та юнацтва, дитячо-юнацька спортивна школа, комплексна дитячо-юнацька спортивна школа «Манганіт», Покровський центр підготовки та перепідготовки робітничих кадрів. Для забезпечення культурних потреб мешканців міста працює централізована бібліотечна система міста, арт-центр (толоковий простір на базі центральної бібліотеки), селищні клуби та культурно-розважальний центр ПАТ «ОГЗК», зона відпочинку (офіційно не працює), також не працює кінотеатр, який рік за роком руйнується. Медичне обслуговування населення забезпечує міська лікарня.

### Спорт
Успішно розвивають 18 видів спорту. Молодь міста бере активну участь у різних турнірах і змаганнях всіх рівнів.
У 2016 році на базі комплексу спортивних споруд ПАТ «ОГЗК» проходив Чемпіонат України з городкового спорту.
Діє дитяча юнацька спортивна школа (ДЮСШ), а також комплекс спортивних споруд ПАТ «ОГЗК» (стадіон «Авангард» та басейн «Дельфін»), де діють спортивні гуртки та секції для жителів міста та проводить навчально-тренувальну роботу КДЮСШ «Манганіт».

## Пам'ятки
- Зона відпочинку з пагорбами, терасами та ставками
- Центральний міський парк ім. Бориса Мозолевського
- Дендропарк і храм
- Пам'ятник отаману війська Низового Запорозького Іванові Сірку на центральній площі
- Пам'ятник українському поетові Тарасу Шевченку на бульварі
- Кіммерійський каньйон, токівський водоспад, кам'яний ландшафт на річках Кам'янка та Базавлук 15 км на захід від міста
- Базавлуцький прибережно-річковий комплекс (включає Шолохівське водосховище) на північ від села Шолохове
- Богданівський заказник на землях кар'єру на північ від міста
- Заплавна долина річки Базавлук, орнітологічний заказник на правому березі між мостом і дамбою
- Пам'ятний знак Базавлуцької Січі у селі Грушівка, 15 км на південь від міста
- Могила отамана Івана Сірка біля села Капулівка, 15 км на південний схід від міста
- Місце останньої Запорозької Січі у селі Покровське, 10 км на південь
- Гілея (Базавлуцькі плавні), природний парк у стадії формування між селами Грушівка, Мар'янське, Покровське та ін. Доступу зараз немає.
- Індустріальний ландшафт Олександрівського кар'єру на південь від міста
- Сонячна мега електростанція у Запорізькому кар'єрі
- Монумент героям вирішальної битви громадянської війни на спуску перед мостом через Солону

## Релігія
У місті Покров знаходяться наступні сакральні споруди релігійних громад
- Храм 2000-ї річниці Різдва Христового ПЦУ (вул. Михайла Вербицького, 20, поблизу гастроному № 31);
- Храм Святителя Петра Могили ПЦУ (вул. Партизанська, 63);
- Храм Святого Іоанна Богослова УПЦ МП (вул. Соборна, 7-8);
- Храм Святителя Іоанна Золотоуста УПЦ МП (пров. Парковий)
- Храм УПЦ МП (вул. Героїв Чорнобиля, 4-А);
- Зал Царства Свідків Єгови (вул. Партизанська, 2);
- Зал Царства Свідків Єгови (вул. Петриківська, 14);
- Церква ЄХБ "Дім Євангелія" (вул. Торгова, 50-А);
- Церква Адвентистів сьомого дня (вул. Скіфська, 3);
- Церква Християн Віри Євангельської "Відродження" Українська Церква Християн Віри Євангельської (вул. Соборна, 13-А)
- Церква « Фіміам» Обʼєднаної Церкви Християн Віри Євангельської ( вул. Робітнича, 8)

## Відомі люди
- Родом із міста Покров перший український nu-metal гурт Skinhate.
- Крушинський Вадим Юрійович — професор політичних наук, викладач ННІМВ Київського національного університету імені Тараса Шевченка[9]
- Дар'я Астаф'єва — українська модель і співачка, солістка гурту «NikitA». Виграла титул PlaymateoftheMonth ювілейного журналу «Playboy» (55th Anniversary Playmate).
- Олексій Баранов — перший голова міської ради.
- Кравченко Олег Вікторович (1977—2016) — старший солдат Збройних сил України, учасник війни на сході України.
- Олександр Павленко — російський футболіст.
- Стрєлець Дмитро Анатолійович (1979—2015) — молодший сержант Міністерства внутрішніх справ України, учасник російсько-української війни.
- Олег Таран — український футболіст, чемпіон СРСР 1983 року.
- Шутофедов Жорж Дорофійович (1935 — ? 2007) — заслужений лікар України, почесний громадянин міста Покров.
- Ребенок Павло Вікторович — український футболіст, півзахисник полтавської «Ворскли».
- Кісляков Роман Федорович (* 1988) — український футболіст.
- Федоренко Микола Іванович (*1955) —український футболіст.

## Співпраця з іншими містами
- Володимир, Україна (2025)[10]

## Галерея

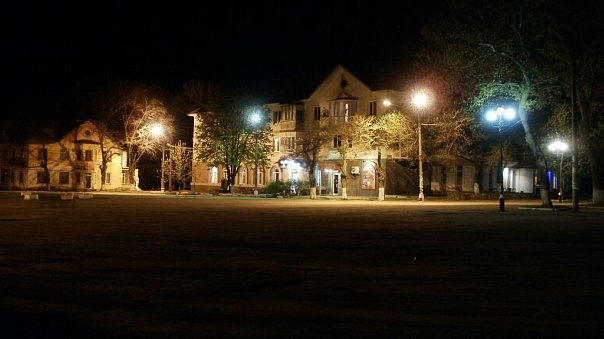
Площа Гірників
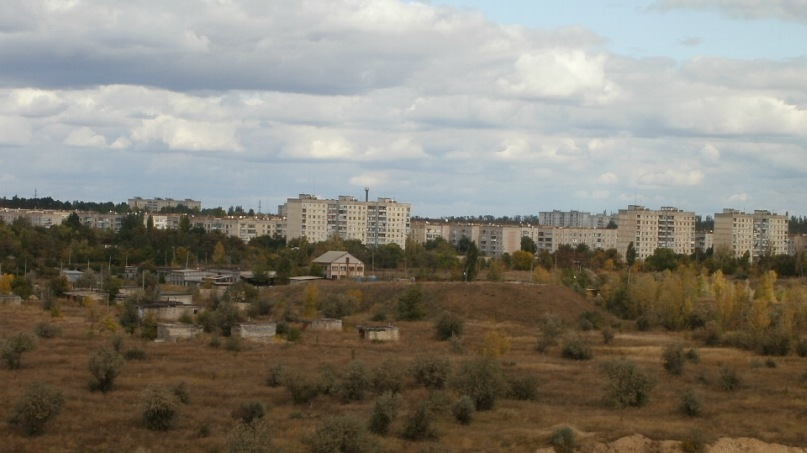
Вид на місто з кар'єра
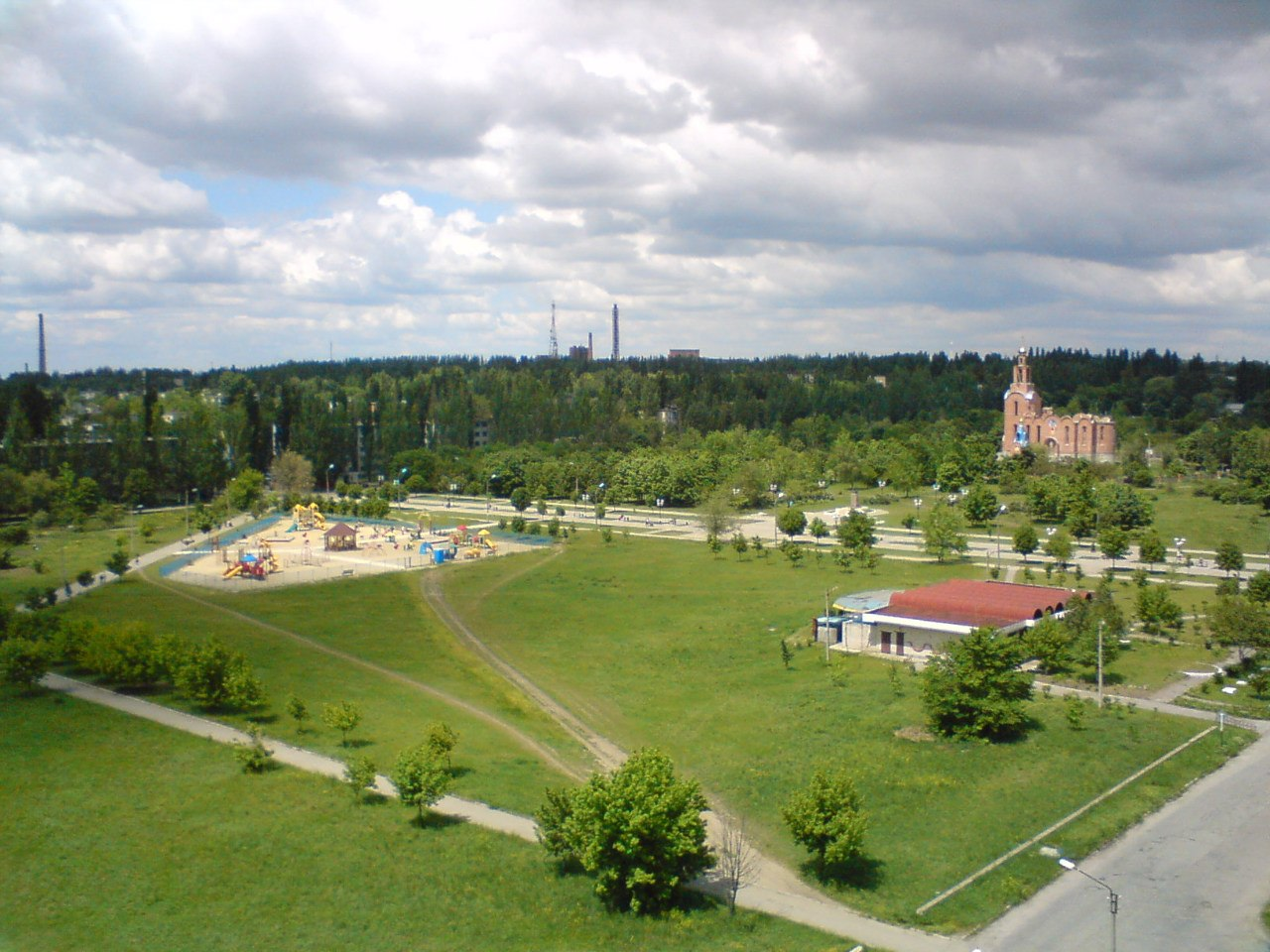
Вид на дитячий майданчик
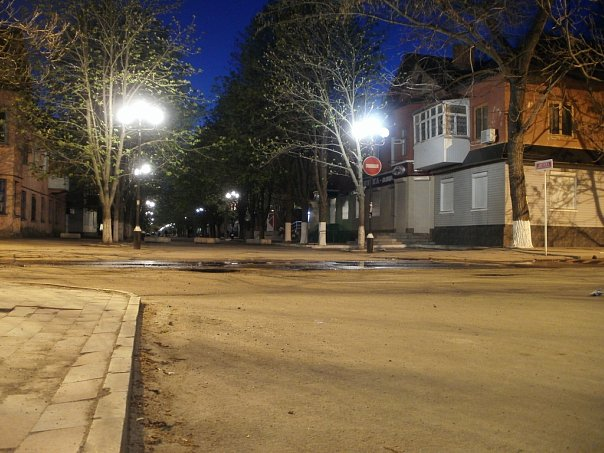
Вулиця Центральна
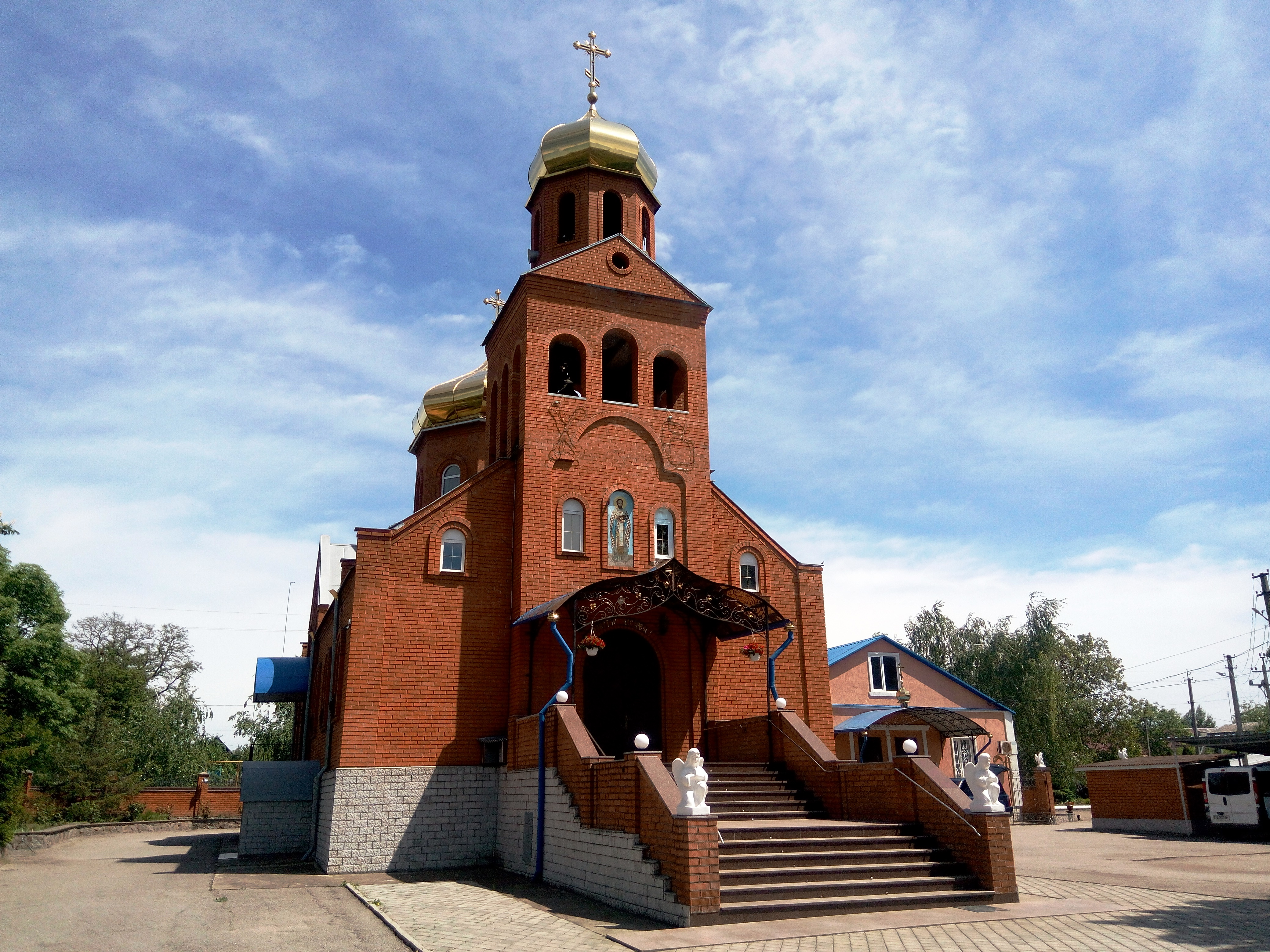
Храм Святителя Іоанна Золотоуста
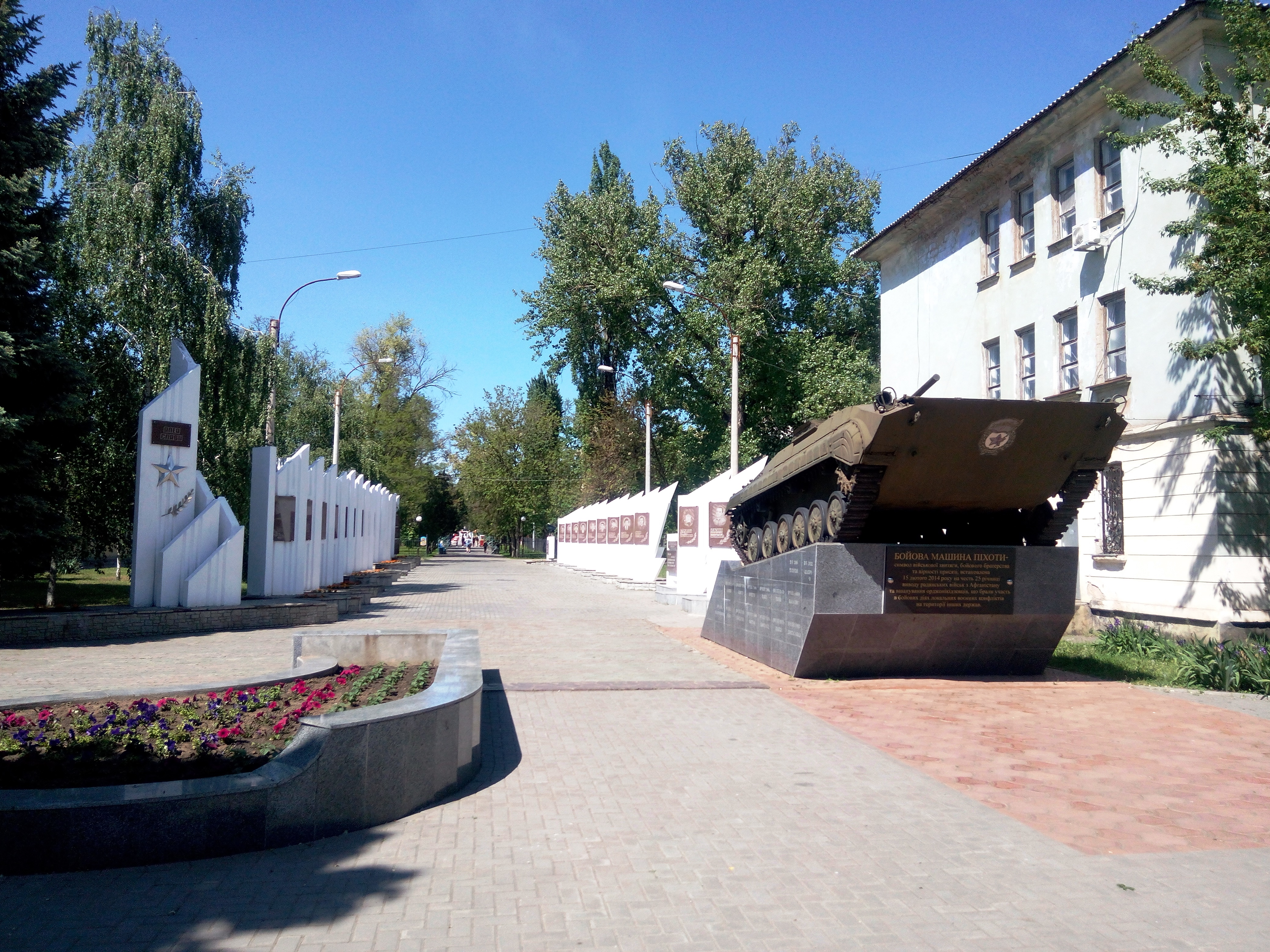
Алея Слави
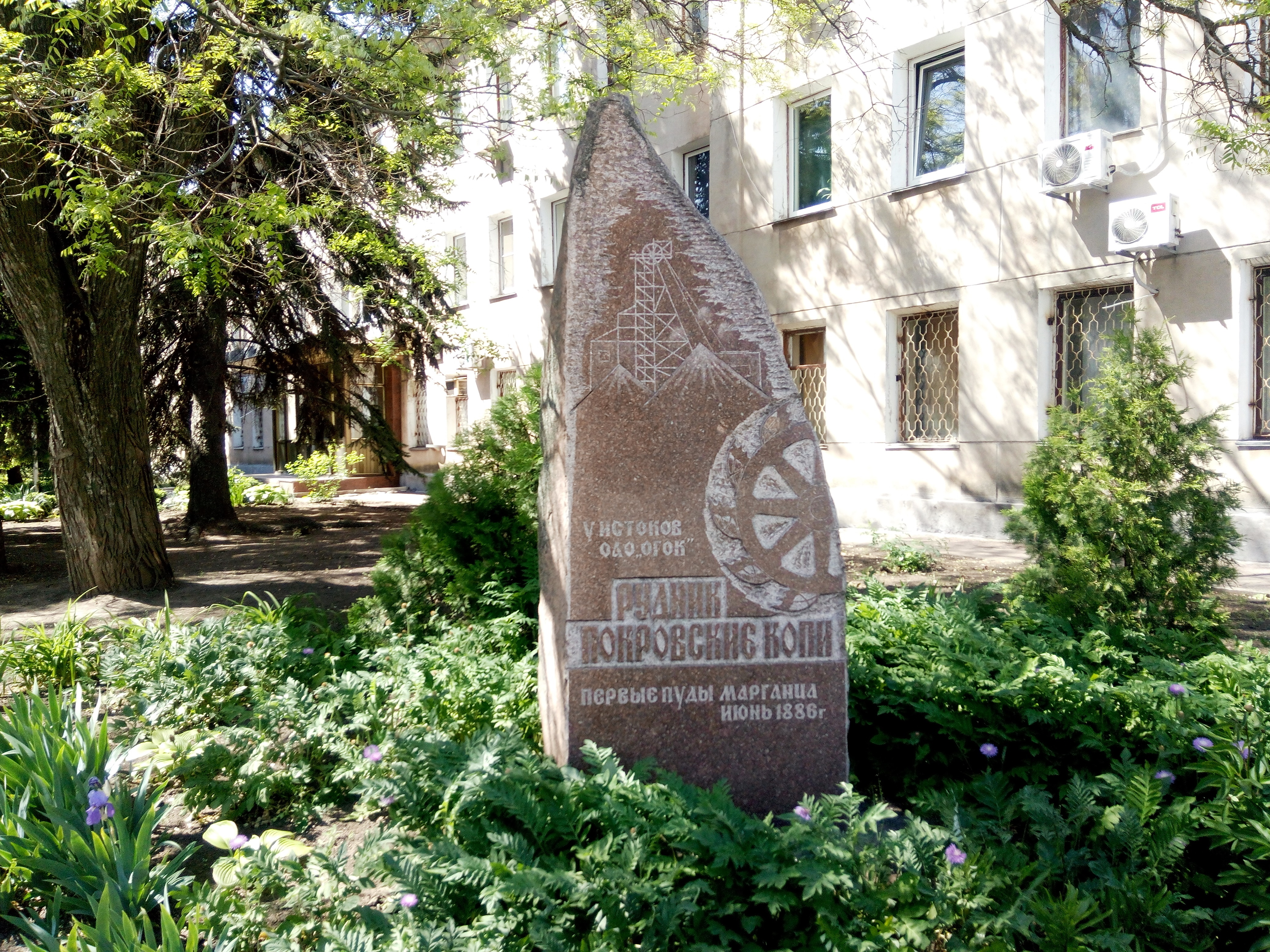
Пам'ятний камінь руднику "Покровські копальні"
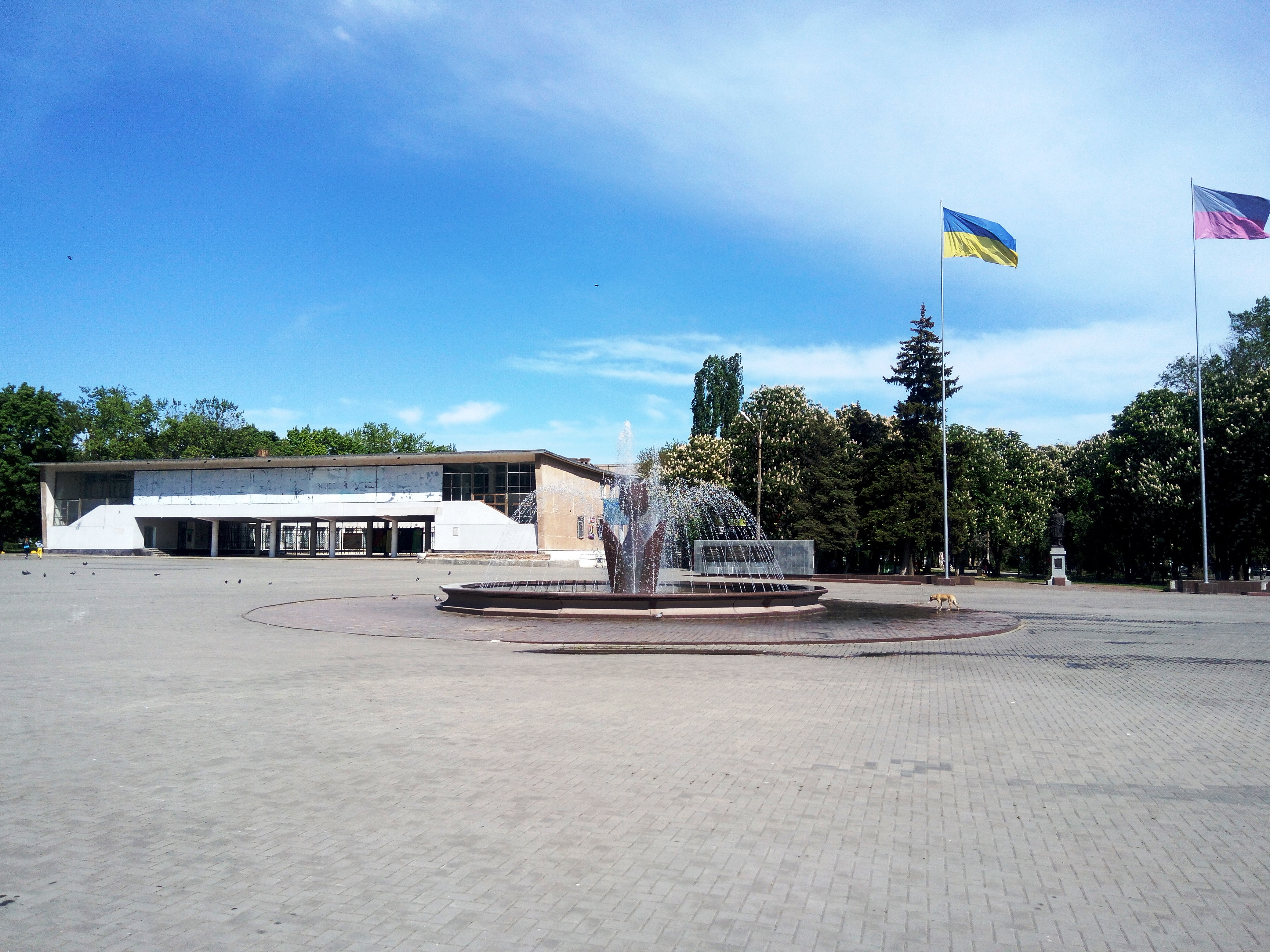
Площа імені Івана Сірка
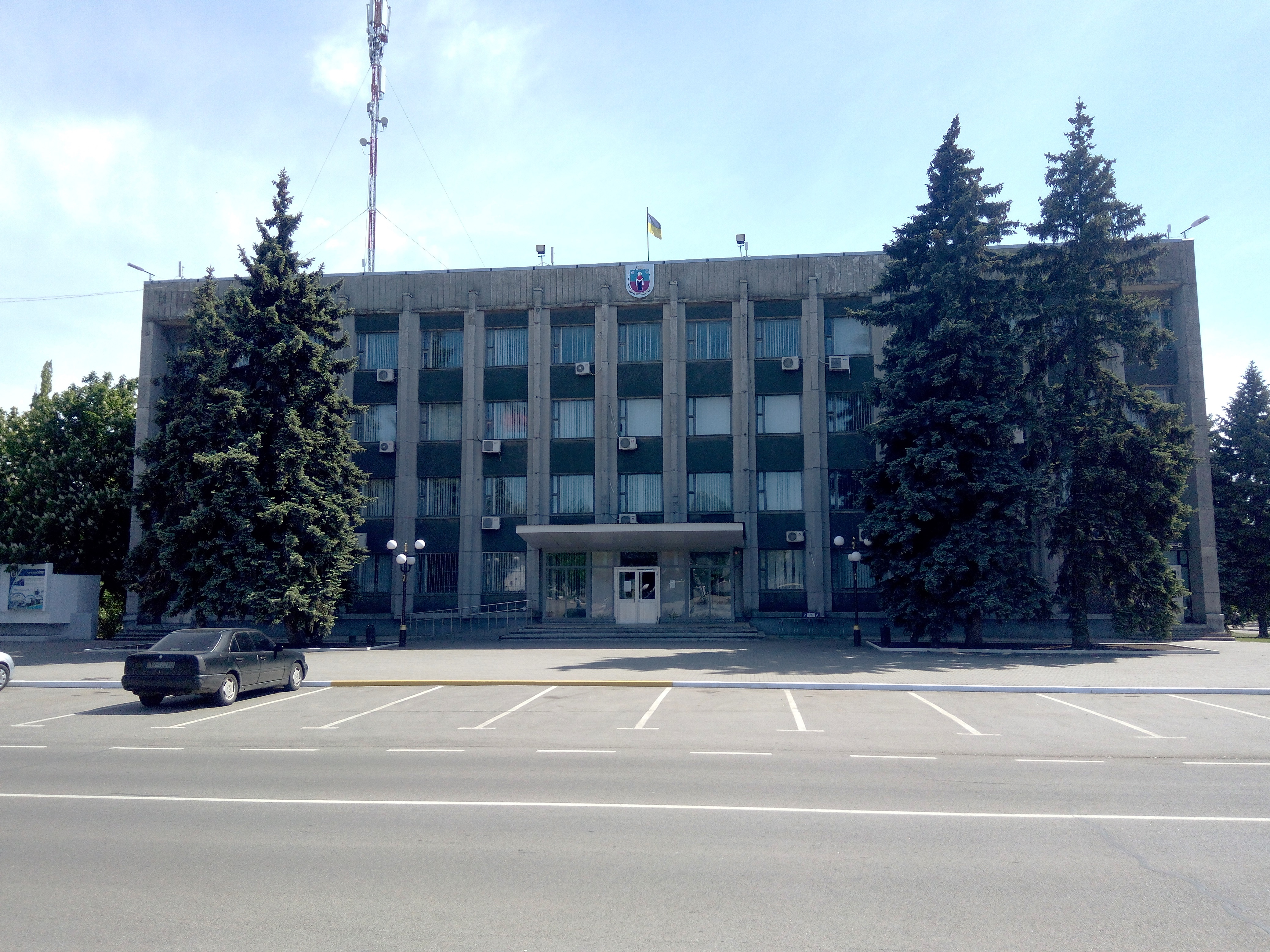
Будівля міської адміністрації
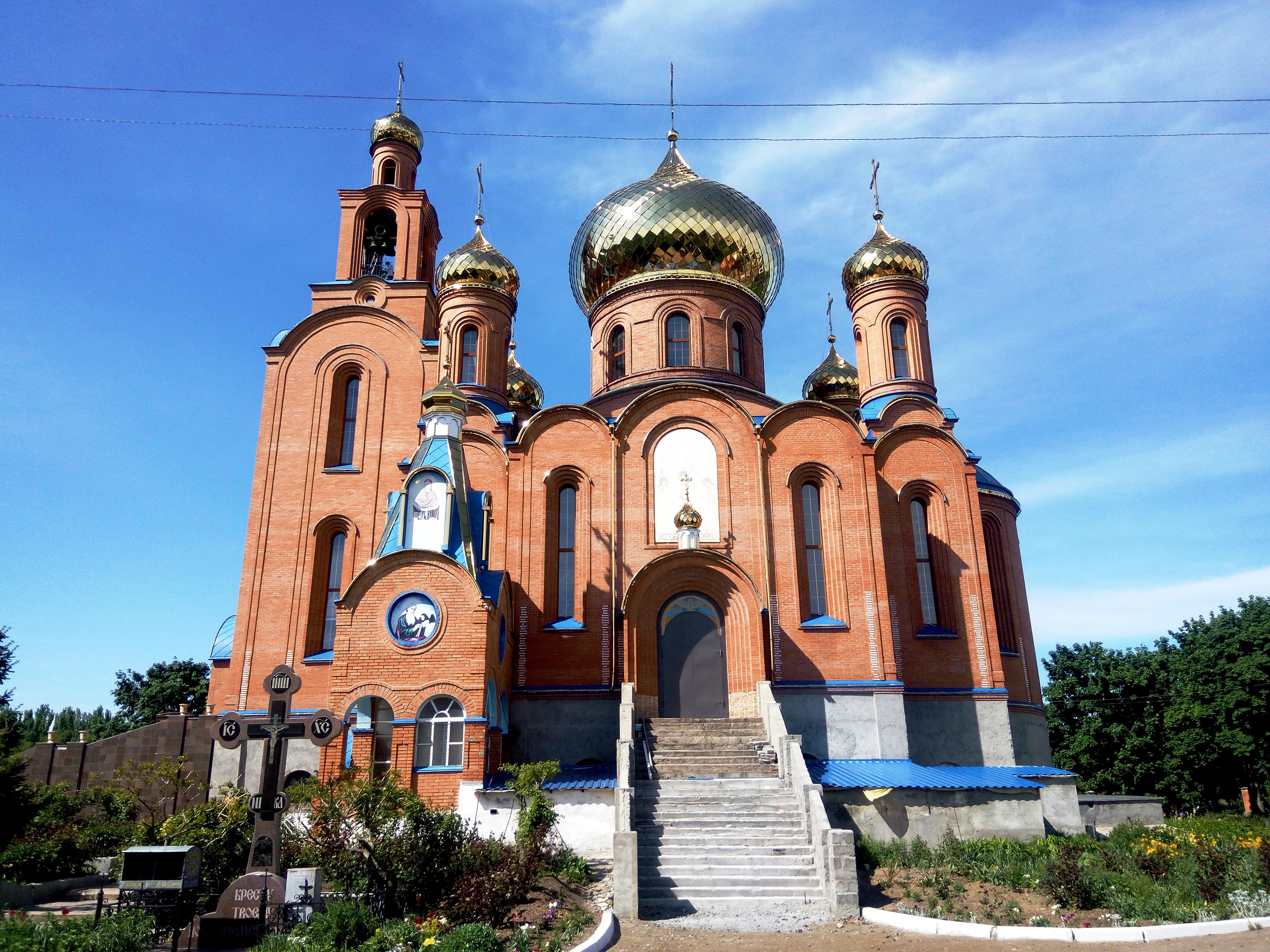
Храм Святого Іоанна Богослова в Дендропарку